# Cuộc chiến chốn Mê cung
Cuộc chiến chốn Mê cung (tựa gốc: The Battle of the Labyrinth) là một tiểu thuyết phiêu lưu kỳ ảo dựa trên thần thoại Hy Lạp được phát hành năm 2008, đây là tập thứ tư của bộ truyện Percy Jackson và các vị thần trên đỉnh Olympus và là tập tiếp nối của Lời nguyền của thần Titan. Truyện kể về cuộc phiêu lưu của Percy Jackson cùng các bạn trong Mê cung của Daedalus nhằm ngăn chặn cuộc tấn công của Luke vào Trại Con Lai.
Cuộc chiến chốn Mê cung được xuất bản vào ngày 6 tháng 5 năm 2008, bởi Miramax Books, các đợt tái bản sau này do Disney Publishing phát hành.

## Nội dung
Truyện được bắt đầu với bổi cảnh Percy Jackson đang trong một buổi tư vấn tại Goode High School, nơi cậu nhìn thấy Rachel Elizabeth Dare, một người phàm có khả năng nhìn xuyên qua màn sương mà cậu từng gặp tại đập Hoover mùa đông năm ngoái.Tại buổi tư vấn này, Rachel trở nên sợ hãi, Percy đưa cô đến phòng âm nhạc. Cậu bắt đầu kể về việc cậu là á thần thì bị hai con quái vật empousai đội lốt đội cổ vũ, Tammi and Kelli bắt gặp. Tammi bắt đầu dụ dỗ Percy bằng giọng nói ma thuật nhưng cậu đã cưỡng lại được và xông vào giết chết con quái vật này. Kelli nhắm tới một đám du khách đang tham quan và chuẩn bị tấn công họ. Tuy nhiên, Percy đã giết chết con quái vật này; trước khi chết, Kelli đã gây ra một vụ cháy nhằm đổ tội cho cậu. Percy buộc phải chạy đến Trại Con Lai. Trên đường đi, cậu tới đón Annabeth, người đang rất bực vì thấy cậu đang đi với một cô gái người phàm. Khi họ về đến trại, Percy biết được rằng Grover đang có rắc rối với Hội đồng Cloven vì không có tiến triển gì trong việc tìm kiếm thần Pan. Mặc khác, Annabeth đang thực hiện một dự án bí mật với Clarisse, đó là lý do Clarisse vắng mặt vào mùa hè năm ngoái. Cậu cũng đã gặp lại người em Tyson và gặp một á thần trung niên có tên Quintus, người hướng dẫn mới tại trại. Quintus có một con chó địa ngục làm thú nuôi mang tên Mrs. O'Leary.
Trong một cuộc thi đấu được tổ chức bởi Quintus, Annabeth và Percy bất ngờ tìm được lối vào Mê cung. Chiron đã tổ chức một buổi họp hội đồng chiến tranh và họ càng thêm chắc chắn rằng Luke sẽ sử dụng con đường này để tấn công vào trại. Để làm được được điều đó, hắn cần phải có cuộn chỉ ma thuật của Ariadne, hiện đang ở nơi nhà phát minh vĩ đại Daedalus. Annabeth nhận trách nhiệm là thủ lĩnh cuộc khám phá này, cô cũng đã chọn Grover, Percy, Tyson làm người đồng hành. Khi biết được đội hình làm nhiệm vụ, Chiron đã cảnh báo cả nhóm rằng ba anh hùng cho một nhiệm vụ là một con số truyền thống, nhưng Annabeth đã trả lời rằng dựa vào lời tiên tri mà cô chọn thành viên. Tối hôm đó, Percy nhận được một tin nhắn Iris rằng Nico đang lên kế hoạch hồi sinh người chị đã mất bằng việc tráo đổi với linh hồn 1 người trốn tránh cái chết.
Sáng hôm sau, cả nhóm bắt đầu cuộc hành trình. Trước khi bước vào cửa Mê cung, Quintus tặng Percy chiếc còi gọi chó của ông làm bằng băng Stygian, đồng thời cảnh báo cậu rằng nó chỉ có thể sử dụng một lần để gọi Mrs. O’Leary. Họ bắt đầu tiến vào Mê cung với quyết tầm cố gắng thuyết phục Daedalus. Sau khi tránh khỏi vị thần Janus, họ gặp Hera, người sẽ dành cho họ một điều ước. Annabeth ước rằng cô có thể tìm được đúng hướng trong Mê cung như Hera đã nói với cô rằng Percy đã biết làm như thế nào. Cậu hoàn toàn không có ý tưởng gì về điều vừa rồi nên cả nhóm tiếp tục cuộc hành trình. Giữa cuộc hành trình, Percy liên tục gặp những ác mộng về Daedalus, Mê cung, vua Minos, người hiện đang sống như một bóng ma chỉ dẫn cho Nico di Angelo.
Trong cuộc hành trình, nhóm đã gặp con quái vật Kampê và người tù của nó Briares (một người khổng lồ trăm tay); ghé qua nông trại của Geryon, nơi họ tìm thấy Nico và nói chuyện với linh hồn của Bianca di Angelo. Khi họ tới lò rèn của Hephestus, nhóm chia làm hai: Tyson cùng Grover tìm kiếm thần Pan, Annabeth và Percy tới núi St. Helens. Tại xưởng rèn trên núi của Hephaestus, Percy đối mặt với các con quái vật telkhines; cậu gần như đã bị giết nếu không triệu hồi năng lượng nước gây ra một trận động đất và bắn cậu ra khỏi ngọn núi lửa
Khi tỉnh dậy sau vụ phun trào do chính mình gây ra, Percy nhận được thông tin mình đang ở đảo Ogygia, nơi sinh sống của Calypso, con gái của thần Titan Atlas. Calypso nói cho Percy rằng cô bị nguyền rủa phải lòng những anh hùng lạc tới đảo của cô dù sau đó họ đều rời khỏi đó. Sau chuyến viếng thăm của Hephaestus, Percy nhận ra mình cần phải về nhà bởi vì cậu đã biết được cách đi qua Mê cung. Khi cậu trở về thế giới người thường, Percy tìm đường đến trại và thấy các trại viên đang đốt tấm vải liệm của cậu vì tin rằng cậu đã chết. Sau cuộc gặp với Chiron, Annabeth và mẹ cậu, Percy cùng Annabeth tới Manhattan để tìm Rachel Dare, người có sự sáng suốt, có thể tìm đường qua được Mê cung. Họ bị tay sai của Luke bắt giữ rồi đưa đến chõ của Antaeus, tên khổng lồ dựng lên một đền thờ ngầm bằng xương cho cha hắn, thần Poseidon. Sau khi giành lại phần đời của Ethan Nakamura, Percy giết tên khổng lồ và trốn thoát bởi chiếc còi của Quintus, mà không biết rằng việc giết Antaeus đã giúp Luke loại đi chướng ngại cuối cùng tới trại.
Họ cuối cùng cũng tới được xưởng của Daedalus. Tại đây, Quintus xuất hiện và tiết lộ rằng ông chính là nhà phát minh cổ đại và cơ thể hiện tại của ông là một cỗ máy. Daedalus đã nhận ra được khả năng của Trại Con Lai và tin rằng họ không thể thắng được cuộc chiến của Titan, đồng thời, ông cũng đã trao cho Luke cuộn chỉ của Ariadne như là một cuộc trao đổi với các thần Titan. Tuy nhiên, họ bị bắt gặp bởi Kelli và vua Minos cùng với Nico. Họ cuối cùng cũng biết được rằng Minos giúp Nico nhằm có thể tìm được linh hồn của nhà phát minh già. Một trận chiến đã nổ ra ngày tại xưởng, Percy cùng các bạn trốn thoát được trong khi nhà phát minh vẫn còn ở lại cùng với con chó ngao của mình.
Nhóm bốn đã phát hiện được sào huyệt của các Titan chính tại đỉnh Mount Othrys, nơi họ biết rằng Luke bằng cách nào đó đã bị điều khiển bởi Kronos; Ethan Nakamura gia nhập đoàn quân của Titan; Nico di Angelo buộc phải lộ thân thế bằng cách dùng quyền năng để ngăn chặn Kronos. Họ chạy trở về Mê cung cho tới khi bắt gặp Grover và Tyson, vẫn đang tìm kiếm thần Pan. Họ đi theo một đường hầm và gặp được vị thần già đang yên nghĩ. Pan nói với mọi người về những hy vọng của ông nhưng ngoại trừ Nico. Cuối cùng khi ông tan biến, linh hồn ông chia thành nhiều phần và nhập vào mọi người.
Cả nhóm, ngoại trừ Rachel, quay trở lại Trại và chuẩn bị cho cuộc chiến. Các đoàn quân địch chạy ra ào ạt từ Mê cung, dẫn đầu bởi Kampê. Daedalus trở lại trại cùng với con chó ngao Mrs. O’Leary và người khổng lồ Briares. Briares giết Kampe, Grover cứu Trại Con Lai bằng cách tạo ra một trận hoảng loạn. Nico giúp Daedalus vượt qua cái chết và hủy diệt mê cung, thứ gắn liền với mạng sống của ông. Trước khi đi, ông tặng cho Annabeth chiếc laptop chứa các phát minh của ông và giao cho Percy con chó ngao của ông. Sau một lễ tưởng niệm các trại viên đã mất, Grover bị thu hồi giấy phép tìm kiếm bởi Hội đồng Trưởng lão vì tội báng bổ. Percy rời trại chuẩn bị cho năm học mới.
Vào ngày sinh nhật 15 tuổi, cậu đã nhận được một cuộc viếng thăm của cha cậu. Poseidon nói với Percy rằng cái ác đang trổi dậy và Kronos đang nắm giữ cơ thể của Luke. Trước khi đi, ông tặng một đồng sand dollar và khuyên cậu "tiêu một cách không ngoan". Nico tới gặp cậu vào tối muộn và nói với cậu cách có thể đánh bại Luke.

### Lời tiên tri
Lời tiên tri cho nhiệm vụ của Annabeth như sau:
| Tiếng Anh You shall delve in the darkness of the endless maze, The dead, the traitor, and the lost one raise. You shall rise or fall by the ghost king's hand, The child of Athena's final stand. Destroy with a hero's final breath, And lose a love to worse than death. | Tiếng Việt Ngươi sẽ đi vào bóng tối của một mê cung bất tận, Người chết, kẻ phản bội, và người mất tích sẽ được triệu hồi. Ngươi sẽ đứng lên hoặc ngã xuống dưới bàn tay của ma vương, Sự kháng cự cuối cùng của đứa con của nữ thần Athena. Phá hủy với hơi thở cuối cùng của một anh hùng, Và mất đi tình yêu còn tệ hơn là cái chết. |

#### Ý nghĩa
1. Percy, Annabeth, Tyson, Grover đi vào Mê cung và tìm Daedalus.
2. Người chết là những bóng ma do Nico Di' Angelo triệu hồn; kẻ phản bội là Ethan Nakamura; người mất tích là thần Pan.
3. Lúc đầu vua của những con ma là Minos, kẻ thù của Daedalus, tuy nhiên sau đó được tiết lộ rằng chính là Nico.
4. Người con của Athena lúc đầu được ám chỉ cho Annabeth nhưng thật ra là Quintus (Daedalus), người đã tình nguyện chết đi để phá hủy Mê cung, cứu Trại Con Lai.
5. Daedalus, sự sống của ông gắn liền với Mê cung, vì vậy ông đã tình nguyện chết đi để phá hủy.
6. Annabeth thừa nhận (với chính bản thân cùng Percy) rằng cô yêu Luke, và số phận của Luke là bị Kronos điều khiển.

## Nhân vật chính
- Percy Jackson 15 tuổi, con trai thần Poseidon. Cậu là nhân vật chính của cả bộ truyện, tham gia vào cuộc tìm kiếm của Annabeth để tìm kiếm Daedalus
- Annabeth Chase 15 tuổi, con gái thần Athena, bạn thân của Percy. Cô nhận được nhiệm vụ tìm đường đúng trong Mê cung. Cảm xúc của cô với Percy bắt đầu chớm nở trong khi cô đang bối rối với tình cảm với Luke.
- Rachel Elizabeth Dare là một cô gái người thường có thể nhìn xuyên qua màng sương. Cha cô là một tỷ phú chuyên tìm kiếm những khu đất hoang và xây dựng các công trình kiên cố lên chúng. Percy đã từng gặp cô ở đập Hoover ở tập Lời nguyền của thần Titan, nơi cô đã giúp cậu thoát khỏi đám quái vật xương.
- Nico di Angelo 11 tuổi, con trai thần Hades. Sau cái chết của chị gái Bianca, cậu có một chút khhong ổn định và cố gắng thực hiện một giao dịch trao đổi linh hồn của Daedalus lây linh hồn của Bianca. Cậu có một thanh kiếm bằng sắt Stygian.
- Luke Castellan 22 tuổi, con trai thần Hermes và là kẻ phản bội Olympians. Cơ thể cậu bị điều khiển vở linh hồn Kronos. Cậu là ác nhân chính của truyện.
- Daedalus/Quintus là người tạo ra Mê cung, con trai thần Athena, linh hồn ông đã qua năm cơ thể máy nhằm trốn tránh cái chết. Ông trở thành người hướng dẫn của Trại Con Lai với cái tên Quintus.

## Chuyển thể

### Sách nói
Cuộc chiến chốn Mê cung được chuyển thể thành sách nói với độ dài 10 giờ 32 phút cùng giọng đọc của diễn viên Jesse Bernstein. Nó được phát hành ngày 13 tháng 5 năm 2008 bởi Listening Library.

## Tập kế tiếp
Cuộc chiến chốn Mê cung được được nối tiếp bởi Vị thần cuối cùng, tập cuối của bộ truyện, phát hành ngày 5 tháng 5 năm 2009. Trong Vị thần cuối cùng, Percy và các bạn cùng bảo vệ Olympus khỏi đội quân của Kronos.